# Ламенс, Сюзан
Сюзан Ламенс (нидерл. Suzan Lamens; род. 5 июля 1999, Нидерланды) — нидерландская теннисистка. Победительница одного турнира WTA в одиночном разряде.

## Общая информация
Родилась 5 июля 1999 года в Нидерландах.

## Спортивная карьера

### 2024—2025
В сентябре 2024 года совместно с грузинской теннисисткой Мариам Болквадзе участвовали в парном турнире категории WTA 250 в Монастире (Тунис), но в четвертьфинале проиграли Алёне Фалей и Елене Приданкиной со счётом 4-6, 5-7.
20 октября 2024 года завоевала первый титул WTA 250 в одиночном разряде на турнире в Осаке, где она в финале победила австралийку Кимберли Биррелл со счётом 6-0, 6-4.
В середине января 2025 года стала участницей основной сетки одиночного разряда турнира Большого шлема Открытого чемпионата Австралии, где она в первом круге победила словенску Веронику Эрьявец со счётом 7-5, 7-6(2).

## Итоговое место в рейтинге WTA по годам
| Год  | Одиночный рейтинг | Парный рейтинг |
| 2023 | 218               | 220            |
| 2022 | 213               | 238            |
| 2021 | 277               | 228            |
| 2020 | 480               | 320            |
| 2019 | 532               | 356            |
| 2018 | 989               | 574            |
| 2017 | 954               | 589            |
| 2016 | 1000              | 801            |

## Выступления на турнирах

### Финалы турнировWTAв одиночном разряде (1)

#### Победа (1)
| Легенда:                    |
| --------------------------- |
| Турниры Большого шлема (0)* |
| Олимпиада (0)               |
| Итоговый турнир WTA (0)     |
| WTA 1000 (0)                |
| WTA 500 (0)                 |
| WTA 250 (1)                 |

| Титулы по покрытиям | Титулы по месту проведения матчей турнира |
| ------------------- | ----------------------------------------- |
| Хард (1)*           | Зал (0)                                   |
| Грунт (0)           | Зал (0)                                   |
| Трава (0)           | Открытый воздух (1)                       |
| Ковёр (0)           | Открытый воздух (1)                       |

* количество побед в одиночном разряде.
| №  | Дата            | Турнир        | Покрытие | Соперница в финале | Счёт    |
| 1. | 20 октября 2024 | Осака, Япония | Хард     | Кимберли Биррелл   | 6-0 6-4 |